# Arkeologiska museet, Dubrovnik
Arkeologiska museet (kroatiska: Arheološki muzej) är ett museum i Dubrovnik i Kroatien. Det är inhyst i Revelinfästningen intill Gamla stan. Då museet saknar en lokal för permanenta utställningar presenteras dess samlingar genom tillfälliga utställningar i Revelinfästningens bottenvåning.

## Samlingar
Samlingarna består av bland annat keramik, sten- och marmorskulpturer, statyer och tavlor. Majoriteten av föremålen är från Dubrovnik-området men i museets innehav finns även objekt som har sitt ursprung från Egypten, antikens Grekland eller Japan.